# Johannes Østrup
Johannes Elith Østrup, född den 27 juli 1867 i Köpenhamn, död där den 5 maj 1938, var en dansk orientalist och publicist.
Østrup blev filosofie doktor 1891, företog 1891–1893 och senare flera gånger vetenskapliga resor i Egypten och Syrien samt blev 1898 docent och 1918 professor i semitiska språk vid Köpenhamns universitet. År 1896 inträdde han som medarbetare i tidningen "Vort Land". 
Bland hans skrifter märks Studier over Tusind og en Nat (gradualavhandling 1891), Skiftende Horisonter. Skildringer og Iagttagelser fra et Ridt gennem Ørkenen og Lilleasien (1894; svensk översättning samma år) och Historisk-topografiske Bidrag til Kendskapet til den syriske Ørken (i Videnskabernes Selskabs skrifter, 1895).
Han skrev vidare avdelningarna arabisk och turkisk litteratur i Julius Clausens Verdens Literaturhistorie 
(1898) och islams historia i Folkenes historia (1907) samt Islam (1914). Han översatte och utgav Umar ibn Muhammad al-Kindi's beskrifning af Egypten (i Videnskabernes selskabs skrifter 1896) och Contes de Dama (Leiden, 1897).

## Utmärkelser
- Dannebrogsmännens hederstecken,  1923[3]
- Kommendör av Dannebrogorden,  1935[3]

[Redigera Wikidata]